# 르자 카야알프
르자 카야알프(튀르키예어: Rıza Kayaalp, 튀르키예어 발음: [ɾɯˈza kajaˈaɫp], 1989년 10월 10일~)는 튀르키예의 레슬링 선수이다. 올림픽에 3회 출전하여 그레코로만형 슈퍼헤비급 은메달 1개(2016)와 동메달 2개(2012, 2020)를 획득했다. 또한 세계 선수권 대회에서 5회 우승, 유럽 선수권 대회에서 12회 우승을 달성했다.

## 같이 보기
- 타하 아크귈